# Glaciär
En glaciär (av franskans glacier, till glace, is) eller jökel (av isländskans jökull, som är besläktat med det svenska dialektala ordet ickel, istapp), tidigare även kallad gletscher på svenska, är en större massa av snö och is som har mer eller mindre konstant utsträckning och rör sig av sin egen tyngd. Glaciärer finns i alla världsdelar på jorden (2022) varav den enda kontinenten som saknar glaciärer är Australien. I Sverige finns omkring 280 små glaciärer (2024).
Enkelt uttryckt uppstår glaciärer ofta i bergs- eller polartrakter av att snö samlas och inte hinner smälta undan, varvid den lägger sig lager på lager. Av sin egen tyngd omvandlas snön till is av trycket och slutligen nås en kritisk massa då isen sätts i rörelse. Glaciärer påverkar ofta sin omgivning kraftigt och lämnar stora spår efter sig i naturen (av sina rörelser och sin tyngd), vilket gör dem viktiga vid geologiska studier.
Glaciärer utgör jordens största resurs av sötvatten och den näst största ansamlingen vatten efter oceanerna. En stor del av världens dricksvattenreserv finns lagrad i form av glaciärer. Lambertglaciären i Östantarktis är världens största glaciär. Andra stora glaciärer återfinns på Grönland, i Alaska, i arktiska Kanada och i Himalaya.

Perito Moreno-glaciären (Argentina).

## Klimatförändringens påverkan på glaciärer
Klimatförändringen påverkar också glaciärerna, och många hotar smälta bort i och med den globala uppvärmningen. Över hälften av världens 215 000 glaciärer kan smälta innan år 2100 också om den globala uppvärmningen hålls under 1,5 grader Celsius. Alla Afrikas glaciärer, samt glaciärerna i Pyrenéerna och Dolomiterna förutspås försvinna redan innan år 2050.

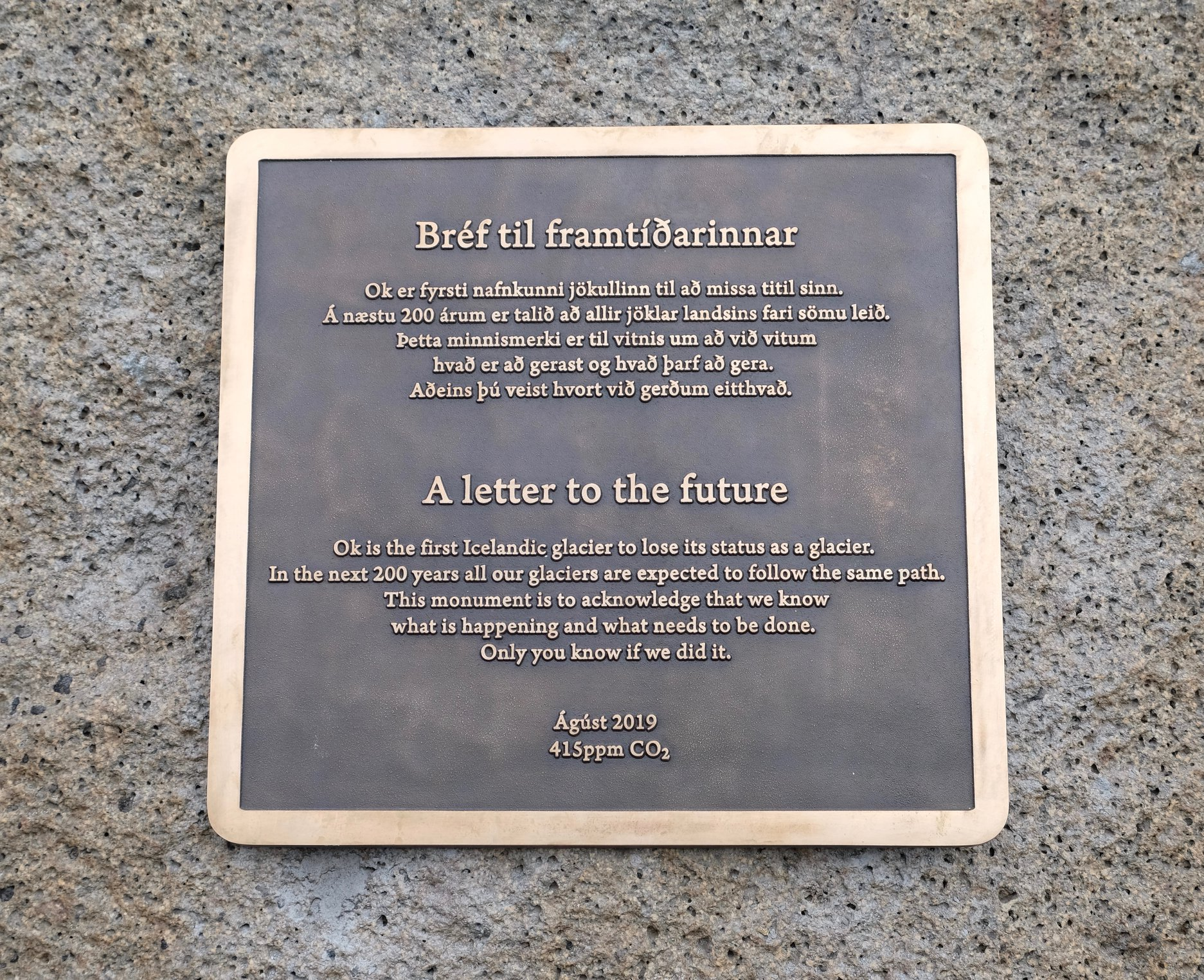
Minnesplattan från augusti 2019 skall påminna framtida generationer om att glaciären Okjökull som låg på vulkanen Ok har helt försvunnit.

18 augusti 2019 förklarades glaciären Okjökull på Island officiellt försvunnen på grund av global uppvärmning. Det är den första gång en glaciär har helt försvunnit på Island.
Glaciärernas avsmältning leder både till minskande färskvattentillgång för människor i närheten av den forna glaciären som är beroende av smältvatten för sin vattenförsörjning (efter en initial ökning) och till att havsnivåerna stiger, vilket i sin tur skulle hota att låglänta länder dränks. Höjda havsnivåer skulle också leda till ökad förekomst av extremväder, i det här fallet orkaner och tyfoner. Smältningen påverkar även jordens havsströmmar.

## Glaciärtyper

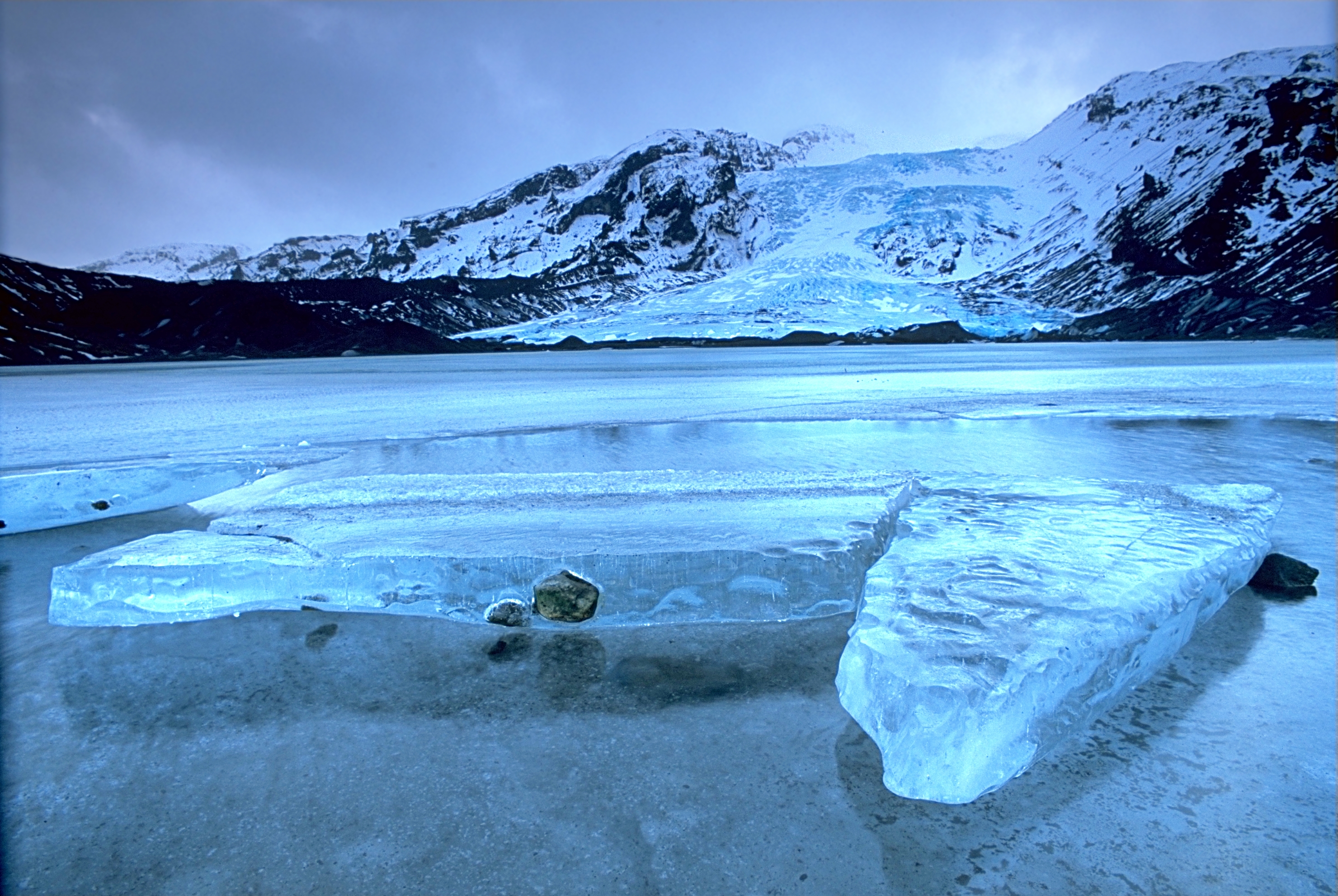
Glaciären Eyjafjallajökull på Island

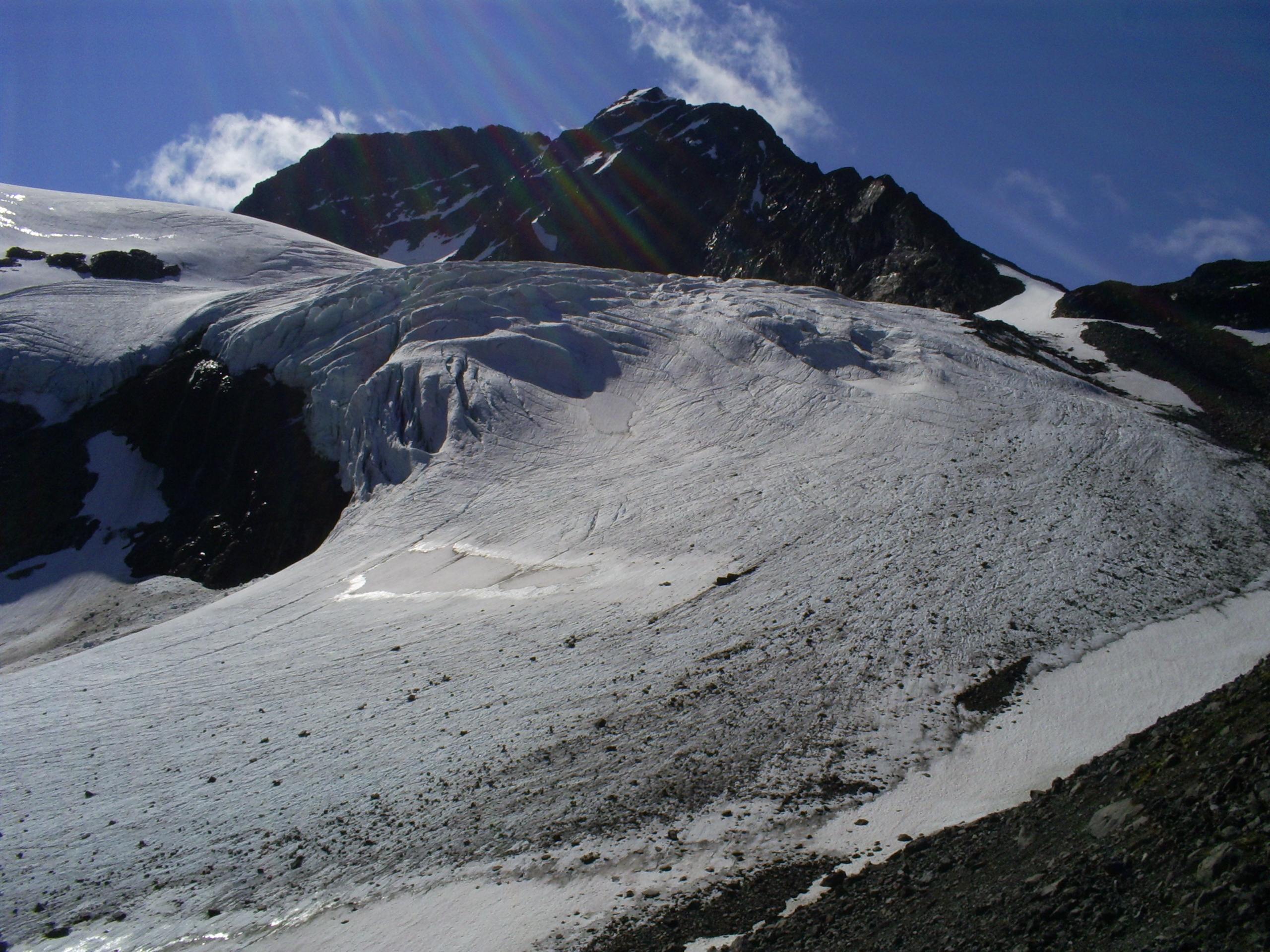
Kebnepakteglaciären nära Tarfala i Kebnekaiseområdet, juli 2006

Glaciärer kan klassificeras på flera olika sätt och utifrån flera olika egenskaper. En fysikalisk indelning är att klassificera glaciärer som tempererade eller polära. En morfologisk indelning är att klassificera dem efter utseende och bildning.

### Klassificering efter termiskt tillstånd
Tempererade, eller varma, glaciärer finner man på lägre breddgrader och de kännetecknas av att hela ismassan befinner sig vid sin smältpunkt, även om de övre delarna kan frysa vintertid. Detta leder till att rinnande vatten alltid finns tillgängligt i och kring glaciären. Dessa glaciärer glider mot underlaget och är kraftigt eroderande, vilket gör dem mycket viktiga för geomorfologiska processer.

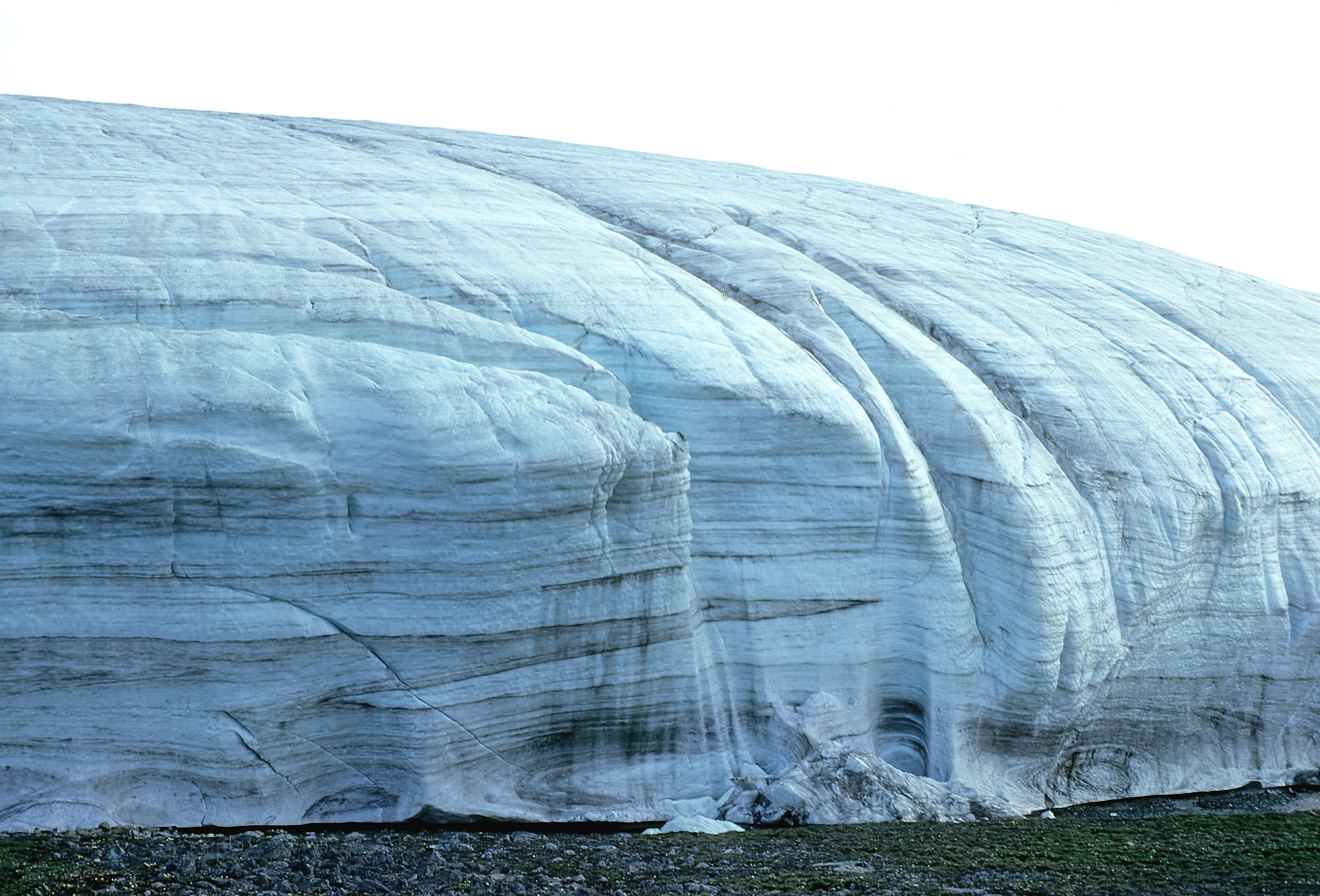
Webberglaciären på Grant Land är en framåtglidande polarglaciär

Termiskt sett har en tempererad glaciär en smältpunkt under hela året, från dess yta till dess bas. Isen på en polär glaciär är alltid under fryströskeln från ytan till dess bas, även om den vid ytan kan upplevas som säsongsbunden smältning. En subpolär glaciär inkluderar både tempererad och polär is, beroende på djupet under ytan och position längs glaciärens längd. På liknande sätt beskrivs ofta en glaciärs termiska tillstånd av dess basala temperatur. En kallbaserad glaciär är under fryspunkten vid gränsytan mellan is och mark och är således frusen mot det underliggande substratet. En varmbaserad glaciär är ovanför eller vid fryspunkten vid gränssnittet och kan glida vid denna kontakt. Denna kontrast tros i hög grad styra förmågan hos en glaciär att effektivt erodera sitt underlag, eftersom glidande is främjar plockning av sten från ytan nedanför. Glaciärer som delvis är polära och delvis tempererade kallas polytermala.
Polära, eller kalla, glaciärer finns framförallt i polarområdena. Dessa kännetecknas av att hela massan är frusen och inget eller mycket lite vatten finns tillgängligt. Dessa glaciärer är bottenfrusna, vilket gör att underlaget inte påverkas nämnvärt av dem. Deras eroderande egenskaper är därför försumbara.

### Klassificering efter morfologi
Vidare klassificeras glaciärer ofta enligt sina morfologiska egenskaper, det vill säga uppkomstsätt och utseende. Här finns många olika typer och endast de viktigaste redovisas nedan:
Toppglaciär – en glaciär på en bergstopp.
Nischglaciär – en glaciär som ligger i en gryta eller skål.
Dalglaciär – en glaciär som flyter fram längs en dalgång.
Isfält eller platåis – en stor glaciär som flyter åt flera håll och inte begränsas av en dal.
Piedmontglaciär – en glaciär som rinner ut och breder ut sig på låglandområden. De är ofta lobformade till utseendet.
Inlandsis – ett mycket stort isfält som kan täcka hela kontinenter. Dess rörelser är radiella och föga påverkade av bottentopografin.

## Glaciärbildning

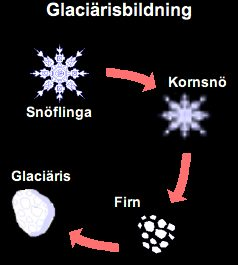
Bildning av glaciäris

En bra bild av en glaciär är en snöfångare. Glaciärer uppstår ofta i dalar eller skrevor på läsidan av berg dit snö transporteras av vind och samlas i ansenliga mängder.
Då snö aggregeras över flera år och ändrar sina fysikaliska egenskaper bildas glaciäris. Nysnö har ofta mycket låg densitet och består av mycket fina hexagonala kristaller. Dessa packas och smälter och omvandlas till rundare och mindre former. Samtidigt rinner smältvatten från dessa processer nedåt och fryser åter i porutrymmena nedanför. Dessa processer leder till en dramatisk ökning av densiteten och sänkning av porositeten. Denna tunga och täta snö kallas firn och har en densitet på 0,5 till 0,8 kg/dm³, att jämföras med nysnöns 0,05-0,07 kg/dm³. Hur lång tid det tar innan firn bildas beror på de yttre förhållandena, speciellt temperatur och nederbörd. I tempererade områden, som vanligtvis även har en hög nederbörd, kan det gå så snabbt som 3-5 år, medan det i torra områden kan ta över 100 år.
Om denna process får fortgå bildas småningom glaciäris. Denna process skiljer sig från den tidigare genom att det åter bildas större kristaller genom rekristallisation. Då densiteten har ökat och framförallt porositeten minskat, uppstår hydrostatiskt tryck i firnmassan och kristallerna ”växer ihop” åt alla håll och med det perkolerande vattnet tätas håligheterna. Den enda kvarvarande luften är nu innestängd i luftbubblor. Den slutliga glaciärisen har en densitet på ≈ 0,9 kg/dm³.

## Glaciärers rörelse
Glaciärer kan röra sig på två sätt: dels internt, vilket alla glaciärer måste göra per definition, dels längs marken, så kallad basal glidning. En del av en glaciär/inlandsis som rör sig snabbare än den omgivande isen kan kallas isström.

### Basal glidning
Basal glidning kallas det när basen av glaciären smörjs av närvaron av flytande vatten, vilket minskar den basala skjuvspänningen och låter glaciären glida över terrängen där den ligger. Smältvatten kan produceras genom tryckinducerad smältning, friktion eller geotermisk värme. Ju mer varierande mängden smältning vid glaciärens yta är, desto snabbare flyter isen. Basal glidning är dominerande i tempererade eller varmbaserade glaciärer.
Det som händer med glaciärer när de glider, är att rörelsen är ryckig, på rund av seismisk aktivitet, särskilt vid glaciärens bas. De flesta rörelser visar sig vara orsakade av trycksatt smältvatten eller mycket små vattenmättade sedimentet under glaciären. Detta ger glaciären en mycket jämnare yta att röra sig på i motsats till en hård yta som tenderar att sakta ner hastigheten på glidningen. Även om smältvatten är den vanligaste källan till basal glidning, har det visat sig att vattenmättade sediment också kan påverka upp till 90 % av den basala rörelsen som glaciärer gör..
Förekomsten av basalt smältvatten beror på både temperaturen i glaciärens underlag och andra faktorer. Till exempel sjunker vattnets smältpunkt under tryck, vilket innebär att vattnet smälter vid en lägre temperatur under tjockare glaciärer.

## Glaciala landformationer
- De Geer-morän
- Drumlin
- Dödisgrop
- Morän
- Rullstensås
- U-dal
- Ändmorän